# المفضل
اَلْمُفَضَّلُ بْنُ مُحَمَّدٍ اَلضَّبِّيُّ هو المفضل بن محمد بن يعلى بن عامر بن سالم، بن الرمال. بن أبي سَلْمى بن ربيعة بن زبان بن عامر  من بني ثعلبة بن السيد بن ضبة،  وكنيته أبو عبد الرحمن، وأبو العباس  وكان ثقة من أكابر الكوفيين.، من رواة الشعر ويلقب بالكوفي. كان لُغَوِيّـًا، من علماء القرن الثاني الهجري، وأحد رواة الشعر الأعلام، علامة راوية للأخبار والآداب وأيام العرب. قدم إلى بغداد أيام هارون الرشيد، وانتقل إلى البصرة أيضًا، توفي سنة 168 هـ. صاحب كتاب المفضليات، وهو أقدم مجموعة في اختيار الشعر العربي.

## مولده ونشأته
- هو المُفَضل بن مُحَمد بن يعلى بن عامر بن سالم بن أبي سلمى بن ربيعة بن زبان بن عامر بن ثعلبة بن ذؤيب بن السيد بن مالك بن بكر بن سعد بن ضبة بن أد.[8]

ولد المُفَضل في الكوفة عام 100 هـ تقريبًا في زمن الخليفة الأموي عمر بن عبد العزيز، ونشأ وترعرع فيها، وأخذ العِلم عن أكابر شيوخها، وكانت له اليد العُلياء في رواية أشعار العرب، قال محمد بن سلام الجمحي: «أعلم من ورد علينا بالشعر وأصدقه المفضل الضبي.»
وقد نشأ المفضل في أواخر عصر الدولة الأموية وبدايات عصر الدولة العباسية، وقد شارك المفضل في ثورة محمد النفس الزكية، وكان من المتحمسين لها، والمنخرطين في صفوفها، وذلك في عهد الخليفة العباسي أبو جعفر المنصور، وبعد انتصار العباسيين، وفشل تلك الثورة، إختفى المفضل عن العيون، حتى أخذ له الأمير المسيب بن زهير أماناً من الخليفة أبو جعفر المنصور.
وقد عاصر المفضل ثمانية خلفاء منهم خمس خلفاء من بني أمية هم: هشام بن عبد الملك، والوليد بن يزيد، ويزيد بن الوليد، وإبراهيم بن الوليد، ومروان بن محمد، وثلاثة خلفاء عباسيين هم: أبو العباس السفاح، وأبو جعفر المنصور، والمهدي وتوفي في زمانه عام 168 هـ.

## وفاته
توفي سنة 178هـ / 794م، ويقال في سنة: 168هـ / 784م
وجاء في البلغة «وكان ـ في أواخر حياته ـ يكتب المصاحف ويقّفها على الناس ويقول هذا تكفير لما كتبته من أهاجي النّاس» 
وقال عمر الجرجاني عن المفضل الضّبّي: إنه كان يكتب المصاحف ويقفها في المساجد، فقلت له: ما هذا؟ فقال: أكفّر ما كتبته بيدي من هجائي الناس.

## شيوخه
كان المفضل واسع الثقافة وافر الحفظ صادق الرواية، روى القراءات والحديث عن عاصم بن أبي النجود، كما روى عن أبي إسحاق السبيعي وسماك بن حرب. وسليمان الأعمش وغيرهم، وشافه الأعراب وروى عنهم.

## تلاميذه
روى عنه جمع كثير من العلماء، كعلي بن حمزة الكسائي ، والفرّاء، و«أخذ عنه أبو عبد الله ابن الأعرابي وأبو زيد الأنصاري وخلف الأحمر وغيرهم، وكان ثقة ثبتا».
وأخذ عنه أبو زيد الأنصاري من البصريين لثقته؛ وحكى أبو زيد من شواهد النحو عن العرب ما ليس لغيره، وكان يروى عن علماء الكوفة ولا يعلم أحد من علماء البصريين بالنحو واللغة أخذ عن أهل الكوفة إلا أبا زيد، فإنه روى عن المفضل الضبي، قال أبو زيد في أول كتاب النوادر: أنشدني المفضل لضمرة بن ضمرة النهشلي:

## مكانته
أبو عبد الرحمن الضبي الراوية الأديب النحوي اللغوي: كان من أكابر علماء الكوفة، عالما بالأخبار والشعر والعربية، وكان ثقة ثبتا ، قال عبد الواحد اللغوي: هو أوثق من روى الشعر من الكوفيين. وهو أحد أفراد الجيل الأول من الرواة الذين عاصروا فترة التدوين الأولى، ومن تنسب لهم صناعة الدواوين، وقد وثّقه رواة البصرة والكوفة مجتمعين، وهو كذلك أحد القراء البارزين.
وقال جهم بن خلف: قدم المفضّل الضبىّ البصرة، وكان عالما بالنحو والشعر والغريب وأيام الناس.
قال عنه صاحب المزهر بعد حديثه عن رواة البصرة "قال عنه صاحب المزهر بعد حديثه عن رواة البصرة (وكان للكوفيين بإزاء من ذكرنا من علماء البصرة المفضَّل بن محمد الضبي وكان عالما بالشعر وكان أوثق من روى الشعر من الكوفيين، ولم يكن أعلمهم باللغة والنحو إنما كان يختص بالشعر وقد روى عنه أبو زيد شعرا كثيرا.
قال أبو حاتم: كان أوثق مَنْ بالكوفة من الشعراء المُفضل الضبي وكان يقول: إني لا أحسن شيئا من الغريب ولا من المعاني ولا تفسير الشعر. وإنما كان يروي شعرا مجردا." 
لكن جاء غير ذلك في:
ـ البلغة: «إمام في اللغة والنحو راوية للآداب والأشعار سئل أبو حاتم عنه فقال متروك الحديث» 
ـ بغية الوعاة تحت رقم 2017 أنه «كان عالما بالنّحو والشعر والغريب وأيامِ النَّاس» 
ـ تاريخ الأدب العربي: «وكان المفضل ثقة صدوقا وحُجة في الغريب» 
قدم بغداد أيام الرشيد، فقال له الرشيد: ما أحسن ما قيل في الذئب، ولك هذا الخاتم. فقال قول الشاعر:

## مذهبه
كان شيعياً، إشترك في إحدى ثورات الشيعة في العصر العباسي بقيادة إبراهيم بن عبد الله بن الحسن المثنى، وبعد هزيمة تلك الحركة إختفى قادتها، وكان من بين المطارَدين حتى صدر عفو الخليفة المنصور سنة 145هـ، 760م عن جمع من فلول تلك الحركة.

## مؤلفاته
عُني الناس بمختاراته التي عُرِفت المفضليات رِواية وشرحاً، وأفضل رواياتها تلك التي رواها ابن الأعرابي عن المفضل، وهي التي اعتمدها محمد بن القاسم الأنباري في شرحه لها.
وروى المعلقات، وروايته تختلف عن رواية حماد الراوية فهو يخرج قصيدتي عنترة والحارث بن حلزة من عداد المعلقات، ويجعل بدلا منها قصيدة النابغة والأعشى.
وللمفضل مؤلفات أخرى، مثل:
- كتاب الألفاظ
- كتاب العروض
- كتاب الأمثال
- كتاب معاني الشِّعر[22]
- المفضليات
- امثال العرب
- الألفاظ
- العروض

## المفضليات
من أقدم ما وصل إلينا من اختيار الشعر، فقد عمد المفضل إلى الجيد من الشعر القديم، فاختار منه مجموعة اختلف الناس في سبب تأليفها فقيل كان ذلك بطلب من الخليفة المنصور، وقيل: ألف ذلك الاختيار للمهدي، حينما كان مؤدبا له وهو ولي العهد في خلافة أبيه أبي جعفر المنصور.
والروايات في ذلك مختلفة، فقد روى أبو الفرج الأصفهاني عن المفضل نفسِه أنه قال): كان إبراهيم بن عبد الله بن الحسن متواري عندي، فكنت أخرج وأتركه، فقال لي: إنك إذا خرجت ضاق صدري، فأخرج إليَّ شيئا من كُتبك أتفرج به. فأخرجت له كتبا من الشعر، فاختار منها السبعين قصيدة التي صدرت بها اختيار الشعراء ثم أتممت عليها باقي الكتاب).
وخلاصة كل هذه الروايات أن المفضل هو الذي اختار القدر الأوفر من الشعر القديم الذي حوته هذه المجموعة الرائدة.

## تسميتها
ويقال في أصل تسميتها أن المفضل سمّاها «كتاب الاختيارات»، أما المفضليات، فالغالب عن الظن أنها لم تصدر عنه، وربما نسبت إليه ثم اشتهرت بذلك،

## قيمتها
تتبوأ المفضليات مكانةً مرموقةً بين مجموعات الشعر القديم، فبالإضافة إلى قيمتها التاريخية وإبقائها على جانب مهم من الشعر الجاهلي، وحفظه من الضياع، وأنها أقدم مجموعات الشعر؛ فهي تمتاز أيضا بأن القصائد التي اختارها المفضل قد أثبتها كاملة غير منقوصة، يضاف إلى كل ذلك اشتمالها على طائفة صالحة من أشعار المقِّلين من الشعراء.
وشعراء المفضليات أكثرهم من الجاهليين، وفيه قلة من المخضرمين والإسلاميين وعددهم 66 شاعرا منهم، تأبط شرًا والشنفرى الأزدي والمرقشان الأكبر والأصغر، والمثقب ألعبدي وأبو ذؤيب الهذلي، ومتمم بن نويرة وبشر بن أبي خازم، وسلامة بن جندل، وغيرهم.
أما القصائد المختارة في هذه المجموعة فقد تراوحت بين 128 و 130 قصيدة حسب الروايات، إلا أن الراوية المعتمدة والتي عليها الناس هي رواية ابن الأعرابي عن المفضل، ومجموع أبيات المفضليات نحو، 2700 بيت.
وقد حظيت المفضليات بعناية القدماء، فشرحوها شروحا وافية مفيدة، وفي مقدمتها شرح الأنباري (ت 305ه/918م)، وابن النّحاس ت338ه/949م)، والمرزوقي (ت241ه/855م)، والتبريزي (ت502ه/1108م)، أما في العصر الحديث فقد لقيت أيضا اهتمام العلماء عربًا ومستشرقين
كنق سامي فحققوها وضبطوها ونشروها في طبعات عديدة.س